# Sabaterpia
Sabaterpia is een geslacht van rechtvleugeligen uit de familie van de sabelsprinkhanen (Tettigoniidae). De wetenschappelijke naam van dit geslacht is voor het eerst voorgesteld door Joan Barat in een publicatie uit 2012. De soorten in dit geslacht komen in Spanje en Noordwest-Afrika voor.

## Soorten
Het geslacht Sabaterpia omvat de volgende soorten:
- Sabaterpia hispanica (Kollar, 1853)
- Sabaterpia paulinoi (Bolívar, 1877)
- Sabaterpia taeniata (Saussure, 1898)
- Sabaterpia valida (Werner, 1932)